# Ібарац
Ібарац (чорн. Ibarac/Ибарац) — містечко (поселення) в Чорногорії, підпорядковане общині Рожає. Мусульмансько-християнське поселення з населенням 2 877 мешканців.

## Населення
Динаміка чисельності населення (станом на 2003 рік):
- 1948 → 431
- 1953 → 667
- 1961 → 799
- 1971 → 882
- 1981 → 1 857
- 1991 → 2 445
- 2003 → 2 877

Національний склад містечка (станом на 2003 рік):
Слід відмітити, що перепис населення проводився в часи міжетнічного протистояння на Балканах й тоді частина чорногорців солідаризувалася з сербами й відносила себе до спільної з ними національної групи (найменуючи себе югославами-сербами - притримуючись течії панславізму). Тому, в запланованому переписі на 2015 рік очікується суттєва кореляція цифр національного складу (в сторону збільшення кількості чорногорців) - оскільки тепер чіткіше проходитиме розмежування, міжнаціональне, в самій Чорногорії.